# 傑列利涅 (特羅伊齊克區)
49°56′57″N 38°24′16″E / 49.94917°N 38.40444°E
傑雷利內（烏克蘭語：Джерельне）是位於烏克蘭東部的村莊，由盧甘斯克州斯瓦托韋區的特羅伊齊克市鎮負責管轄。該村始建於1952年，面積10.7平方公里，海拔高度168米，2001年人口48，人口密度每平方公里4.49人。